# Royal Rumble (1990)
Royal Rumble (1990) — третье в истории рестлинг-шоу Royal Rumble, организованное World Wrestling Federation (WWF, ныне WWE). Оно состоялось 21 января 1990 года на арене «Орландо-арена» в Орландо, Флорида.
На шоу было проведено шесть матчей, включая один темный матч. Главным событием стал матч «Королевская битва», который выиграл чемпион мира WWF в тяжелом весе Халк Хоган, устранивший Мистера Совершенство для победы.

## Результаты
| № | Матч | Тип матча                                | Время |
| - | --- | ---------------------------------------- | ----- |
| 1 | Пол Рома победил Бруклинского Хулигана                                                                         | Одиночный матч                           | 6:13  |
| 2 | «Бушвакеры» (Люк Уильямс и Бутч Миллер) победили «Невероятных Ружо» (Жак Ружо и Раймон Ружо) (с Джимми Хартом) | Командный матч                           | 13:34 |
| 3 | Матч Брутуса Бифкейка против Гения закончился ничьей                                                           | Одиночный матч                           | 11:04 |
| 4 | Ронни Гарвин победил Грега «Молота» Валентайна                                                                 | Матч I Quit                              | 16:51 |
| 5 | «Ножовка» Джим Дагган победил Большого Босса (со Сликом) по дисквалификации                                    | Одиночный матч                           | 10:26 |
| 6 | Халк Хоган выиграл «Королевскую битву»                                                                         | Матч «Королевская битва» 30-ти рестлеров | 58:43 |

### Матч «Королевская битва»
Рестлеры выходили каждые 2 минуты
| Рестлер | Рестлер                 | Кем выбит | Кем выбит                                                      | Время |
| ------- | ----------------------- | --------- | -------------------------------------------------------------- | ----- |
| 1       | Тед Дибиаси             | 18        | Последним Воином                                               | 44:50 |
| 2       | Коко Би. Вэйр           | 1         | Тедом Дибиаси                                                  | 1:38  |
| 3       | Марти Джаннетти         | 2         | Тедом Дибиаси                                                  | 1:43  |
| 4       | Джейк «Змея» Робертс    | 3         | Рэнди Сэведжом                                                 | 10:31 |
| 5       | «Мачо Мэн» Рэнди Сэведж | 4         | Дасти Роудсом                                                  | 10:16 |
| 6       | Родди Пайпер            | 7         | Bad News Брауном (нелегально)                                  | 12:28 |
| 7       | Варлорд                 | 5         | Андре Гигантом                                                 | 8:35  |
| 8       | Брет Харт               | 9         | Дасти Роудсом                                                  | 16:24 |
| 9       | Бэд Ньюз Браун          | 6         | Родди Пайпером                                                 | 6:25  |
| 10      | Дасти Роудс             | 12        | Землетрясением                                                 | 18:25 |
| 11      | Андре Гигант            | 10        | Эксом и Смэшем                                                 | 10:42 |
| 12      | Красный Петух           | 8         | Андре Гигантом                                                 | 2:06  |
| 13      | Экс                     | 13        | Землетрясением                                                 | 12:56 |
| 14      | Хаку                    | 20        | Халком Хоганом                                                 | 22:38 |
| 15      | Смэш                    | 16        | Хаку                                                           | 14:59 |
| 16      | Аким                    | 11        | Джимми Снукой                                                  | 2:44  |
| 17      | Джимми Снука            | 19        | Халком Хоганом                                                 | 16:18 |
| 18      | Дино Браво              | 15        | Последним Воином                                               | 6:23  |
| 19      | Землетрясене            | 14        | Джимми Снукой, Смэшем, Хаку, Тедом Дибиаси и Джимом Нэйдхартом | 2:44  |
| 20      | Джим Нейдхарт           | 17        | Риком Мартелом и Последним Воином                              | 8:47  |
| 21      | Последний Воин          | 25        | Халком Хоганом, Риком Рудом и Варваром                         | 14:34 |
| 22      | Рик Мартел              | 22        | Последним Воином                                               | 8:27  |
| 23      | Тито Сантана            | 21        | Риком Мартелом и Последним Воином                              | 5:14  |
| 24      | Хонки Тонк Мэн          | 23        | Халком Хоганом                                                 | 4:15  |
| 25      | Халк Хоган              | -         | ПОБЕДИТЕЛЬ                                                     | 12:56 |
| 26      | Шон Майклз              | 24        | Последним Воином                                               | 0:18  |
| 27      | Варвар                  | 26        | Геркулесом                                                     | 5:51  |
| 28      | Рик Руд                 | 28        | Мр. Перфектом                                                  | 6:28  |
| 29      | Геркулес                | 27        | Риком Рудом                                                    | 3:11  |
| 30      | Мистер Совершенство     | 29        | Халком Хоганом                                                 | 3:38  |

## Остальные
| Комментаторы - Тони Шавони - Джесси Вентура Судьи - Дэнни Дэвис - Эрл Хебнер - Джо Марелла - Шэйн Макмэн | Интервьюеры - Шон Муни - Джин Окерлунд Так же - Говард Финкель — Аннонсер - Тони Гареа — Официальное лицо - Пат Паттерсон — Официальное лицо |